# Ковалево Пост (платформа)
Ковалево Пост — зупинний пункт Жовтневої залізниці між станцією Ржевка та платформою Ковалево.
Розташовано на межі селища Ковалево та історичного району Санкт-Петербурга — Ново-Ковалево
Є дві високі платформи. Електрифіковано в 1958 році в складі дільниці Санкт-Петербург — Мірошницький Струмок.